# Epicauta cinereiventris
Epicauta cinereiventris är en skalbaggsart som beskrevs av Champion 1892. Epicauta cinereiventris ingår i släktet Epicauta och familjen oljebaggar. Inga underarter finns listade i Catalogue of Life.